# Thy
Thy ([tyːˀ], på thybomål [tʰyʲkʰ]) er et område i det nordvestlige Jylland, med i alt 40.000 indbyggere, og Thisted er hovedbyen med 14.000 indbyggere.
Oprindelig var Thy en ø; men på grund af landhævningen voksede Thy sammen med Vendsyssel til en stor nørrejysk ø, der fra omkring 1100 til 1825 var landfast med med det øvrige Jylland via Agger Tange.
Den vestlige del af Thy er Danmarks første nationalpark, Nationalpark Thy.

## Administrativ inddeling
Thy svarer stort set til Thisted Kommune, dog med tre undtagelser: Hannæs, Thyholm og Thyborøn, læs mere nedenfor under "Afgrænsning".
Thy er delt i fire herreder, fra nord mod syd:
- Hillerslev
- Hundborg
- Hassing
- Refs

Fra 1793 til 1970 var Thy sammen med Mors, Vester Han Herred og Thyholm en del af Thisted Amt.
Ved kommunalreformen i 1970 dannedes i Thy kommunerne Sydthy, Thisted og Hanstholm. Thyholm blev en kommune under Ringkjøbing Amt.
Ved kommunalreformen i 2007 blev Sydthy Kommune, Thisted Kommune og Hanstholm Kommune sammenlagt under navnet Thisted Kommune. Samtidigt blev Thy (Thisted Kommune) og Mors (Morsø Kommune) lagt sammen med det daværende Nordjyllands Amt til den nye Region Nordjylland.

## Afgrænsning
Thy afgrænses mod nord og vest af havet; mod nordøst af Østerild Fjord, Arup Vejle og Tømmerby Fjord. Mod øst adskilles Thy fra Mors ved Limfjorden (Thisted Bredning, Vilsund, Gudnæs Bredning, Visby Bredning, Nees Sund). Mod syd afgrænses Thy fra Hardsyssel af Oddesund, Nissum Bredning og Thyborøn Kanal eller Harboør Tange. Thy er ikke er en administrativ region, men defineres som andre danske landskaber af historiske og traditionelle grænser der kan opfattes forskelligt.
Thisted kommune dækker det meste af Thy, dog med tre undtagelser:
1. Hannæs:

Frøstrup-Hannæs-området i nordøst (Tømmerby, Lild, Øsløs, Vesløs og Arup sogne) regnes ofte med til Thy, da det efter 1970 kom under henholdsvis Hanstholm og Thisted Kommune, men er egentlig en del af Vester Han Herred. Thylejren, der lokalt kaldes Frøstruplejren, ligger ikke formelt i Thy. Da Thisted Dagblad ca. 2001 fik nyt layout, blev nyhedsrubrikken Thy på hannæsboernes foranledning ændret til det mere korrekte Thy-Hannæs. Ved forhandlingerne om nyt navn efter kommunalreformen i 2007 ønskede Hanstholm og Sydthy navnet Thy Kommune, mens et flertal i Thisted kommunalbestyrelse stod fast på Thisted Kommune. Thisteds daværende borgmester, Erik Hove Olsen, anførte som argument, at navnet Thy Kommune ikke ville være dækkende når Hannæs indgik.
1. Thyholm:

Thyholm har som navnet siger tilhørsforhold til Thy, og hørte frem til 1970 under Thisted amt. Sognekommunerne på Thyholm blev i 1970 til en kommune og en del af Ringkøbing Amt. Thyholm er i dag en del af Struer Kommune og region Midtjylland, og er hovedsageligt orienteret søndenfjords.
1. Thyborøn:

Thyborøn var oprindelig en del af Thy, modsat Harboør lidt syd for, der hører til Hardsyssel. Fiskerlejet var blevet adskilt fra Agger på grund af stormfloder i 1825 og 1862, der dannede Agger Kanal (senere tilsandet) og Thyborøn Kanal. Efter bygningen af Thyborøn Havn (1914-17) og byens vækst blev Thyborøn i 1921 i kirkelig henseende udskilt fra Agger Sogn, og fra Vestervig-Agger Kommune og Thisted Amt i 1955. Ved folketingsvalg hørte Thyborøn til Thisted Amt indtil 1970. I dag hører Thyborøn til Lemvig Kommune og region Midtjylland.
Jegindø øst for Thyholm regnes af nogle med til Thy, af andre ikke.

## Stednavnets etymologi og sprogbrug
Navnet Thy er antagelig identisk med det norrøne ord þjóð, der betyder folk. I Kong Valdemars Jordebog fra 1200-tallet forekommer Thiud og Thiuthæ sysæl (Thysyssel). Navnet forbindes traditionelt med den germanske stamme teutoner, ligesom Himmerland skal have navn efter kimbrerne. Flere germanske stammer kan dog have haft navnet, således indgår roden þjóð også i ordene tysk/deutsch og eng. Dutch, der alle oprindelig betegner folkets sprog (i modsætning til latin). Geografen Ptolemæus placerede teutonerne og kimbrerne på den jyske halvø.
En indbygger i Thy kaldes en thybo (flertal thyboer). Dialekten hedder thybomål. Det hedder "i Thy" – aldrig *på Thy".
Thyland brugtes især tidligere som synonym for Thy, særlig i navne (Thylands Ungdomsskole, ugeavisen Thylands Avis) for at undgå ejefaldsformen Thys. Adjektivet til Thy er thylandsk, eller, helt uformelt, thy'sk.
Thy hedder på latin Thya (f.).

## Natur
Sognepræst i Skjoldborg, Knud Aagaard, skrev i 1802, at "i Mands Minde har ingen Skov været." Han tilføjede, at når tørvemoserne var ødelagt, og hederne opdyrket, var egnen raseret.

## Ekstern henvisning
- Knud Aagaard: Beskrivelse over Thye beliggende i Thisted Amt, Aalborg Stift; Viborg 1802 Arkiveret 6. marts 2016 hos  Wayback Machine
- Thy nationalpark Arkiveret 12. februar 2012 hos  Wayback Machine

56°53′00″N 8°28′00″Ø / 56.88333°N 8.46667°Ø